# Cecina (Lebensmittel)

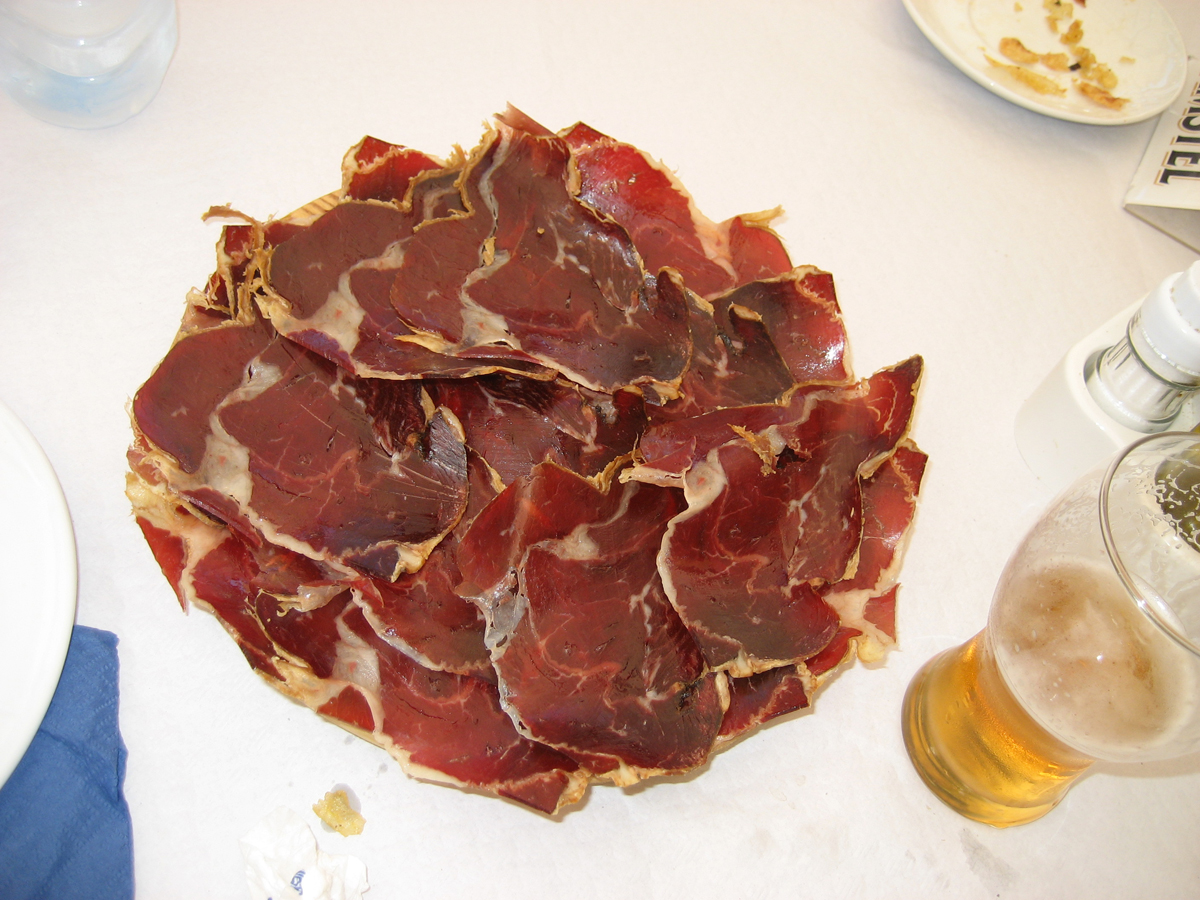
Cecina

Cecina [θe'θina] ist ein Trockenfleisch vom Rind. Für die Herstellung werden verschiedene Teile des Rindes verwendet. Das Fleisch wird nacheinander gesalzen, gewaschen, vorgetrocknet, geräuchert und getrocknet. Der gesamte Herstellungsprozess dauert mindestens sieben Monate. Cecina ist wesentlich dunkler als Schinken aus Schweinefleisch, der Geschmack ist kräftiger.
Cecina ist eine Spezialität der Provinz León in Spanien, die Cecina de León ist eine Geschützte geografische Angabe (PGI).
Cecina gilt als verhältnismäßig gesunde Fleischsorte, da sie viel Eisen enthält und 50 % weniger Cholesterin aufweist als normales Rindfleisch.